# Беранже, Поль Раймон
Поль Раймон Беранже (фр. Paul Raymond Bérenger; род. 26 марта 1945, Кюрпип, Маврикий) — маврикийский политический и государственный деятель левого толка, министр финансов в 1982 году в правительстве премьер-министра Анируда Джагнота, министр иностранных дел с 1991 по 1993 год, заместитель премьер-министра Маврикия с 1995 по 1997 год и с 2000 по 2003 год, в последний период по совместительству министр финансов, премьер-министр Маврикия с 30 сентября 2003 по 5 июля 2005 года. Основатель и практически бессменный лидер Маврикийского боевого движения.

## Биография
Родился в семье французского происхождения. Значительное влияние на формирование его идейных взглядов оказали протесты 1968 года, особенно Красный май — пик студенческого движения во Франции, за участие в котором его выслали из страны. 
В 1969 году уехал в Великобританию и окончил со степенью бакалавра с отличием в области философии и французского языка Университетский колледж Северного Уэльса в Бангоре (ныне Университет Бангора). 
Был соучредителем «Клуба борющихся студентов» (Клуб студентов-активистов — Club des Étudiants Militants) и Маврикийского студенческого движения (Mouvement Etudiants Mauricien). На их основе в 1969 году вместе с Девом Веерасавми и братьями Джирубархан основал радикальную левую партию Маврикийское боевое движение (MMM). С 1970 года — генеральный секретарь MMM. Параллельно с 1970 по 1982 год был активистом профсоюза. За оппозиционную деятельность неоднократно подвергался арестам. 
В 1976 году на Маврикии прошли всеобщие выборы, в которых участвовали три партии: Лейбористская, Социал-демократическая и Маврикийское боевое движение. Движение заняло 34 места в парламенте, лейбористы — 28 мест и социал-демократы — 8 мест. Однако, премьер-министр Сивусагур Рамгулам заключил союз с социал-демократами Гаэтана Дюваля и добился большинства в 36 мест. В результате этой борьбы лидерами оппозиции одновременно стали и Беранже, и Джагнот.
Перед выборами 1982 года Беранже заключил союз с лидером Маврикийской социалистической партии Харишом Будху, для сплочения левой оппозиции и привлечения голосов индо-маврикийцев. В итоге предвыборный блок Маврикийского боевого движения и Маврикийской социалистической партии завоевал все 60 прямо избираемых мест в парламенте, Анируд Джагнот стал премьер-министром, предложил Беранже занять пост министра финансов, а Будху — стать своим заместителем.
В начале 1983 года, Беранже предложил внести поправку в конституцию, по которой премьер-министр не будет осуществлять исполнительную власть, а решения будут приниматься правительством. Джагнот выразил своё несогласие, а Беранже предложил заменить премьер-министра и предложил на этот пост Према Набабсингха. Прежде чем дождаться вотума недоверия, Джагнот распустил парламент без предварительного уведомления и подал в отставку. Соцпартия вошла в отколовшееся от MMM Боевое социалистическое движение, и Джагнот возглавил его в коалиции с лейбористами и социал-демократами. Альянс выиграл 41 место из 60, а Маврикийское боевое движение получило только 19 мест. Беранже стал лидером оппозиции до 1987 года.
В 1991 году Джагнот назначил Беранже на пост министра иностранных дел. В 1993 году Джагнот уволил Беранже и всех членов правительства от Маврикийского боевого движения, и сформировал большинство с другими партиями. Беранже заключил союз с Навином Рамгуламом, новым лидером Лейбористской партии. В 1995 году коалиция выиграла всеобщие выборы, заняв 60 мест в парламенте. Беранже был назначен заместителем премьер-министра до 1997 года, когда Рамгулам вывел боевое движение из правительства.
После выборов 2000 года, Маврикийское боевое движение сформировало коалицию с Боевым социалистическим движением, при условии, что лидер последнего, Анируд Джагнот, в случае избрания будет премьер-министром в течение первых трёх лет и Беранже возьмёт на себя оставшиеся два года. Соглашение было выполнено и Беранже был премьер-министром Маврикия с 30 сентября 2003 по 5 июля 2005 года.
На выборах 2005 года Беранже проиграл Социальному Альянсу во главе с Навином Рамгуламом.
На последних всеобщих выборах 2010 года Маврикийское боевое движение получило 42,9 % голосов и заняло 19 мест в парламенте, а Беранже стал лидером оппозиции.
22 января 2013 года, Беранже публично объявил на пресс-конференции, о диагностировании у него рака. Он сказал, что уйдёт в отставку с поста лидера партии и оппозиции на время лечения, длительностью в три месяца. Во время лечения обязанности лидера партии исполнял Алан Гану. После того как Беранже успешно вылечился от рака, он возобновил свою деятельность в качестве лидера оппозиции с 1 октября 2013 года. В 2014 году Беранже заключил с Рамгуламом соглашение о коалиции, аналогичное по условиям соглашению 2000 года с Джагнотом, после чего были объявлены досрочные парламентские выборы, на которых, однако, победу одержали сторонники Джагнота (вернувшегося на пост премьер-министра), а Беранже остался лидером оппозиции.